# Melodikon
Melodikon var en av Peter Rieffelsen i Köpenhamn 1803 uppfunnet klaverinstrument, där strängarna hade ersatts av stämgafflar. Ett dylikt instrument, förbättrat av Fischer i Leipzig 1882, under namn av adiafon, Adiafon (av grekiska nekande a och diafonos,  ostämd), använde vibrerande stålstänger i stället för strängar. Det uppfanns ursprungligen i Wien 1819.
Adiafon och melodikon gav väsentliga fördelar framför det vanliga pianot i och med att det aldrig behövde stämmas och att tonen var mera uthållande samt att på samma ton crescendo och diminuendo kunde åstadkommas genom olika starka nedtryckningar av tangenten, varvid stämgaffeln närmades till eller avlägsnades från resonansbottnen. Men eftersom alla stämgafflar saknar harmoniska övertoner, blev instrumentets klang entonigt flöjtlik och abstrakt samt saknade den fyllighet och livsvärme, som närvaron av övertoner ger.
Melodikon var ett klaviaturinstrument där alla toner i klaviaturen skapades av stämgafflar. Den lägsta tonen var den ettstrukna C. Responsen sägs ha varit mycket exakt, och beroende på typen av anslag var tonen inte bara möjlig att modifiera dynamiskt, utan kunde också bibehållas så länge som önskat genom att leda vibrationerna från stämgafflarna genom en omgivande metallkon. Omfånget var fem oktaver. Trots de många goda egenskaper som detta instrument uppenbarligen måste ha haft, inklusive dess genomgående rena stämning, är dess vidare öde inte känt. Franz Leppich konstruerade Panmelodicon i Wien (1810) utifrån en liknande idé.